# Aeroportul Shepparton
Aeroportul Shepparton (IATA: SHT, ICAO: YSHT) este un aeroport din Victoria, Australia.
Situat la o altitudine de 115 m, aeroportul dispune de o singură pistă. Este operat de City of Greater Shepparton⁠(d).